# 西甸子镇
西甸子镇，是中华人民共和国辽宁省葫芦岛市绥中县下辖的一个乡镇级行政单位。

## 行政区划
西甸子镇下辖以下地区：
西甸子社区、西甸子村、双李村、涝豆洼村、东庄村、马圈子村、安马村、北甸子村、北杨家村、水泉子村、皇姑村、户尚村、大石桥村和莲蓬洼村。